# Carlo von Kügelgen
Carlo Conrad Emil von Kügelgen (* 23. Juli 1876 in Sankt Petersburg; † 3. September 1945 in Stadthagen) war ein deutschbaltischer Journalist und Chefredakteur.

## Leben
Carlo von Kügelgen war der Sohn des Journalisten und Herausgebers Paul von Kügelgen. Er war Mitarbeiter bei der St. Petersburgischen Zeitung seines Vaters. Carlo und sein älterer Bruder Paul von Kügelgen (1875–1952) unterstützten die Frauenrechtlerin und Sexualreformerin Helene Stöcker und organisierten 1904 eine Vortragsreihe von ihr in Sankt Petersburg. Nach dem Tod seines Vaters übernahm sein Bruder Paul von Kügelgen 1904 die Chefredaktion.
Ab 1897 studierte er Rechtswissenschaften an der Kaiserlichen Universität Dorpat, wechselte 1901 in Berlin und 1902 in München. Noch im gleichen Jahr wurde er Mitarbeiter der St. Petersburgischen Zeitung, deren Chefredaktion er 1914 von seinem Bruder Paul übernahm und bis zur Einstellung des Blattes 1915 ausübte. Im Ersten Weltkrieg verlor er einen Arm.
1919 schrieb er für die Revaler Zeitung und wurde 1923 Korrespondent ausländischer Zeitungen in Berlin und 1926 Vorsitzender des Verbands ausländischer Pressevertreter. AB 1928 war er Redakteur im Deutschen Pressedienst Hansa und ab 1930 Chefredakteur des Bukarester Tageblatts. Von 1936 bis 1941 wechselte er als Chefredakteur zur Deutschen Post aus dem Osten. In dieser Zeit trat er nach Aufhebung der Mitgliedersperre zum 1. Mai 1937 in die NSDAP ein (Mitgliedsnummer 5.851.369).

## Publikationen (Auswahl)
- Nicht Krüppel-Sieger! Gedanken und Erfahrungen eines Einarmigen. Langensalza 1919.
- Dr. Joseph Goebbels. Ein Charakterbild. Berlin o. J. (1934)
- Kulturleistungen der Deutsch-Balten. In: Nationalsozialistische Monatshefte 10 (1939), S. 3–10.
- Aus eigener Kraft. Gedanken und Erfahrungen eines Versehrten. Nürnberg 1944.